# ديمتري بيلوف
ديمتري بيلوف (28 يناير 1980 في روسيا - ) هو لاعب كرة قدم روسي في مركز الهجوم. لعب مع نادي أورينبورغ وFC Lada-Tolyatti ‏ وفولغا تفير ‏ وFC Vityaz Podolsk ‏ وFC Spartak Tambov ‏ وFC Slavyansk Slavyansk-na-Kubani ‏ وFC Stroitel Morshansk ‏.

## وصلات خارجية
- ديمتري بيلوف على موقع قاعدة بيانات كرة القدم.إي يو (الإنجليزية)